# نادي أيه إي كي لكرة اليد
نادي أيه إي كي لكرة اليد هو نادي كرة يد في اليونان تأسس في سنة 2005 يقع مقره في أثينا. يلعب في الدوري اليوناني لكرة اليد. تبلغ سعة ملعبه 1200 متفرجا.

## البطولات
- الدوري اليوناني لكرة اليد :
  - البطل (2): 2010-11، 2012–13
  - الوصيف (2): 2012، 2014